# Sacha Bourdo
Sacha Bourdo (* 8. Januar 1962 in Orjol, Sowjetunion) ist ein französischer Schauspieler.
Er debütierte 1997 in dem Film Western als „Nino“. Für diese Rolle wurde er für den César im Bereich Bester Nachwuchsdarsteller nominiert. Er spielte in den Michel-Gondry-Filmen Science of Sleep (2006), Abgedreht (2008) und Der Schaum der Tage (2013) mit.

## Filmografie (Auswahl)
- 1997: Western
- 1997: Duell der Degen (Le bossu)
- 1998: Les kidnappeurs
- 1998: Les collègues
- 2000: Attention aux chiens
- 2000: Fais-moi rêver
- 2000: Sur un air d’autoroute
- 2000: Es ist nie zu spät (J’ai tué Clémence Acéra)
- 2000: Das Rennrad (Le vélo de Ghislain Lambert)
- 2000: La grande vie!
- 2001: La bête de miséricorde
- 2002: Les femmes … ou les enfants d’abord …
- 2002: Le raid
- 2003: Clara et moi
- 2003: L’incruste
- 2004: J’irai cracher sur vos tongs
- 2005: Bunker Paradise
- 2005: Der Stern des Soldaten (L’étoile du soldat)
- 2006: Science of Sleep – Anleitung zum Träumen (La science des rêves)
- 2006: Ma place au soleil
- 2007: Les randonneurs à Saint-Tropez
- 2008: Abgedreht (Soyez sympas, rembobinez)
- 2009: Bazar
- 2009: Les vieux sont nerveux
- 2010: Le siffleur
- 2010: La blonde aux seins nus
- 2010: Le café du pont
- 2011: Le roman de ma femme
- 2011: Beur sur la ville
- 2012: Les papas du dimanche
- 2013: Der Schaum der Tage (L’écume des jours)
- 2016: Das Mädchen ohne Hände (La jeune fille sans mains)
- 2019: Parfum des Lebens (Les parfums)
- 2019: Meine überirdische Mutter (Si tu vois ma mère)